# Dolores Claiborne
Dolores Claiborne és una pel·lícula estatunidenca dirigida per Taylor Hackford, estrenada el 1995, inspirada en la novel·la de Stephen King. Ha estat doblada al català

## Argument
Dolores Clairborne és l'intendent de Véra, una dona rica i despectiva que viu en una illa. Ens explica el que ha passat verdaderament en aquesta illa de Maine a l'eclipsi solar. Com el seu marit Joe ha mort, com la tractava la seva patrona, els problemes de la seva vida...

## Repartiment
- Kathy Bates: Dolores Claiborne
- Jennifer Jason Leigh: Selena St. George
- Judy Parfitt: Vera Donovan
- Christopher Plummer: Detectiu John Mackey
- David Strathairn: Joe St. George
- Eric Bogosian: Peter
- John C. Reilly: Const. Frank Stamshaw
- Ellen Muth: Young Selena
- Bob Gunton: Mr. Pease
- Roy Cooper: Magistrat
- Wayne Robson: Sammy Marchant
- Ruth Marshall: Secretaria
- Weldon Allen: Bartender
- Tom Gallant: Searcher
- Kelly Burnett: Jack Donovan
- Matt Appleby: Noi
- Thomas Skinner: Noi
- Vernon Steel: veneor
- Taffara Jessica Stella Murray: Selena de jove
- Susan Lane: Noia
- Frank Adamson: Detectiu supervisor
- Edward Rubin: Detectiu supervisor (com a Ed Rubin)
- Sandy MacDonald: Xerif